# 維斯瓦娃·辛波絲卡
玛丽亚·维斯瓦娃·安娜·辛波斯卡（波蘭語：Maria Wisława Anna Szymborska，波蘭語發音：[viˈswava ʂɨmˈbɔrska]；1923年7月2日—2012年2月1日），波蘭詩人、翻译家，享有「诗坛莫扎特」的美誉。1996年，辛波斯卡因其“诗歌以讽刺的准确性揭示出人类在历史与生物语境下的现实片段”而获得诺贝尔文学奖。辛波斯卡的私人生活远离公众视野。她的早期作品受到社会主义现实主义的影响，但后来逐渐转向对日常生活和个人情感的关注。除诗歌以外，她还在文学杂志上发表专栏文章，并从事翻译工作。

## 生平

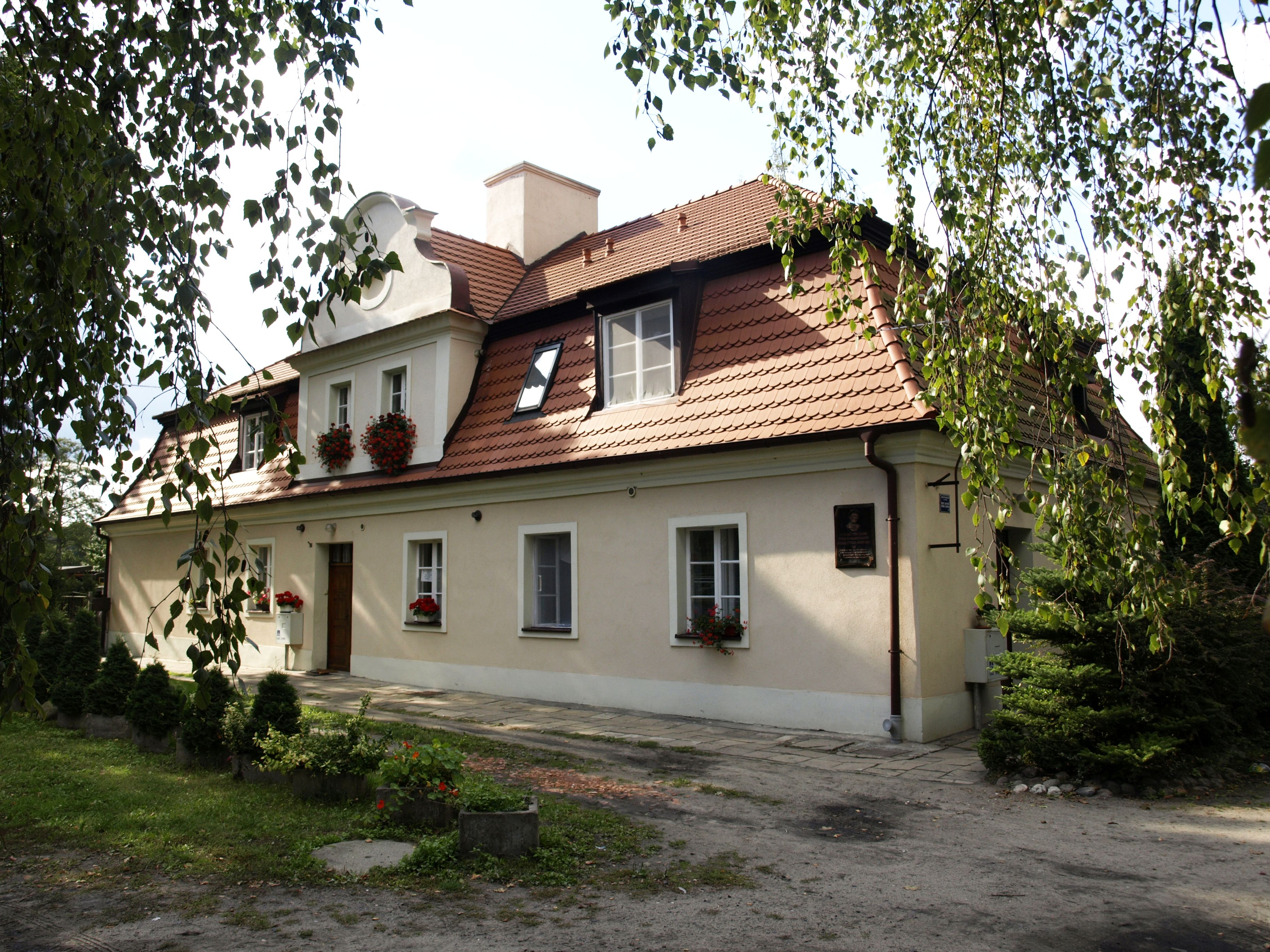
辛波斯卡出生的房子，如今此地属于库尔尼克镇。

1923年7月2日，辛波斯卡出生于波茲南附近的布寧（今日波蘭西部小鎮庫爾尼克的一部分），是其父母的次女。她的母亲名叫安娜·辛波斯卡（Anna Szymborska），娘家姓罗特蒙德（Rottermund）。其父温森蒂·辛波斯基（Wincenty Szymborski）曾是弗拉迪斯拉夫·扎莫伊斯基伯爵的管家。1931年，8岁的辛波斯卡随家人从托伦迁往克拉科夫，她的大部分人生都在这座城市度过。搬到克拉科夫后，辛波斯卡进入了当地一所精英中学，该校由烏蘇拉修女會创立。1939年，学校遭纳粹关闭，她不得不在暗中继续学业。1943年，她成为了一名铁路雇员，并设法避免被德国征召为强制劳工。
1945年，辛波斯卡进入亚捷隆大学学习波兰语文学，后来转到了社会学系。很快，她加入了当地的文学圈，并结识了诗人切斯瓦夫·米沃什，她后续的创作风格受其影响。1945年3月，辛波斯卡在《波兰期刊》发表了人生中第一首诗歌《我搜寻词语》（Szukam słowa）。随后几年，她的诗歌陆续发表在各类报刊和期刊。1948年，辛波斯卡因经济原因从大学肄业，同年与诗人亚当·沃德克结婚。两人无子女，于1954年离婚，不过仍保持亲密关系，直到1986年沃德克去世。在这段时期，辛波斯卡找到了一份半月刊杂志秘书工作，并负责插画设计。她的首部书籍原定于1949年出版，但因“不符合社会主义要求”而未获审查批准。
与二战后大多数年轻人一样，辛波斯卡在其事业初期仍顺应波兰人民共和国的官方意识形态。实际上，她甚至还在1953年2月8日签署了一份对被指控犯有叛国罪的牧师的谴责请愿书。人们可在她的首部诗集《存活的理由》（Dlatego żyjemy）中体会到她对社会主义的支持，这部作品包含诗歌《列宁》和《建设诺瓦胡塔的青年》，诺瓦胡塔是临近克拉科夫的一座斯大林主义工业城市。辛波斯卡曾是波兰统一工人党（社会主义政党）的成员，但自1950年代逐渐与之疏远，并开始与不同政见者（例如活跃于《文化》的作家耶日·盖德罗伊茨）保持密切联系。1964年，她参与了要求言论自由的抗议活动。最终，她于1966年退出该党。辛波斯卡的前两部作品聚焦社会主义，但后续作品则更多地表达了个人情感。在回顾早期作品时，她认为这些作品过于遵循社会主义现实主义，因此现在无法再认同它们。
1953年，辛波斯卡加入了杂志《文学生活》（Życie Literackie），她在此任职直至1981年。此外，从1968年开始，她还在杂志《扩展阅读》（Lektury Nadobowiązkowe）开设了书评专栏。她在这一时期创作的许多文章后来都被集结出版。1981至1983年，辛波斯卡成为了克拉科夫月刊《响亮》（NaGlos）的编辑。在1980年代，辛波斯卡秘密参与了许多反对活动，并使用假名为地下刊物《方舟》（Arka）和《文化评论》撰写文章。在1990年代初，她在《选举报》上发表的一首诗歌中支持对政府的不信任投票。反对当时的非共产主义政府把权力交还给前共产党成员。辛波斯卡生前出版的最后一部诗集是2005年的《冒號》（Dwukropek），这本诗集被《选举报》读者推选为2006年度最佳书籍。除了个人的文学创作外，辛波斯卡还把许多法语文学作品翻译为波兰语，尤其是巴洛克风格诗歌和法国诗人泰奥多尔-阿格里帕·多比涅的作品。
2012年2月1日，在亲友的陪伴中，罹患肺癌的辛波斯卡于睡梦中逝世，终年88岁。她在去世前还在写作一首新诗，但遗憾未能以自己期望的方式将生命中最后的诗歌集结出版。这些诗歌后续出版于2012年。为了纪念她的文学成就，波兰维斯瓦娃·辛波斯卡基金会（Fundacja Wisławy Szymborskiej）于2013年设立了辛波斯卡奖，旨在表彰上一年度最佳波兰语诗歌作者。

## 主题
我偏愛寫詩的荒謬

勝過不寫詩的荒謬。
辛波斯卡常使用反讽、悖论、矛盾、淡化等文学手法来阐释哲学主题和迷人之物。她的许多诗歌都以战争和恐怖主义为主题。她常以不同寻常的角度写作，比如描写在已故的主人空屋里的一只猫。尽管一生只发表了不到350首诗，但她仍然享有盛名。当被问及为什么她发表的诗歌如此之少时，她说：“我的家里有个废纸篓。”

## 影响
华语电影《向左走·向右走》曾以辛波斯卡的诗篇《一见钟情》为灵感和主线之一。而台湾艺术家几米的作品《地下铁》则以辛波斯卡的诗歌《我们何其幸运》作为开篇。

## 主要作品

### 诗集

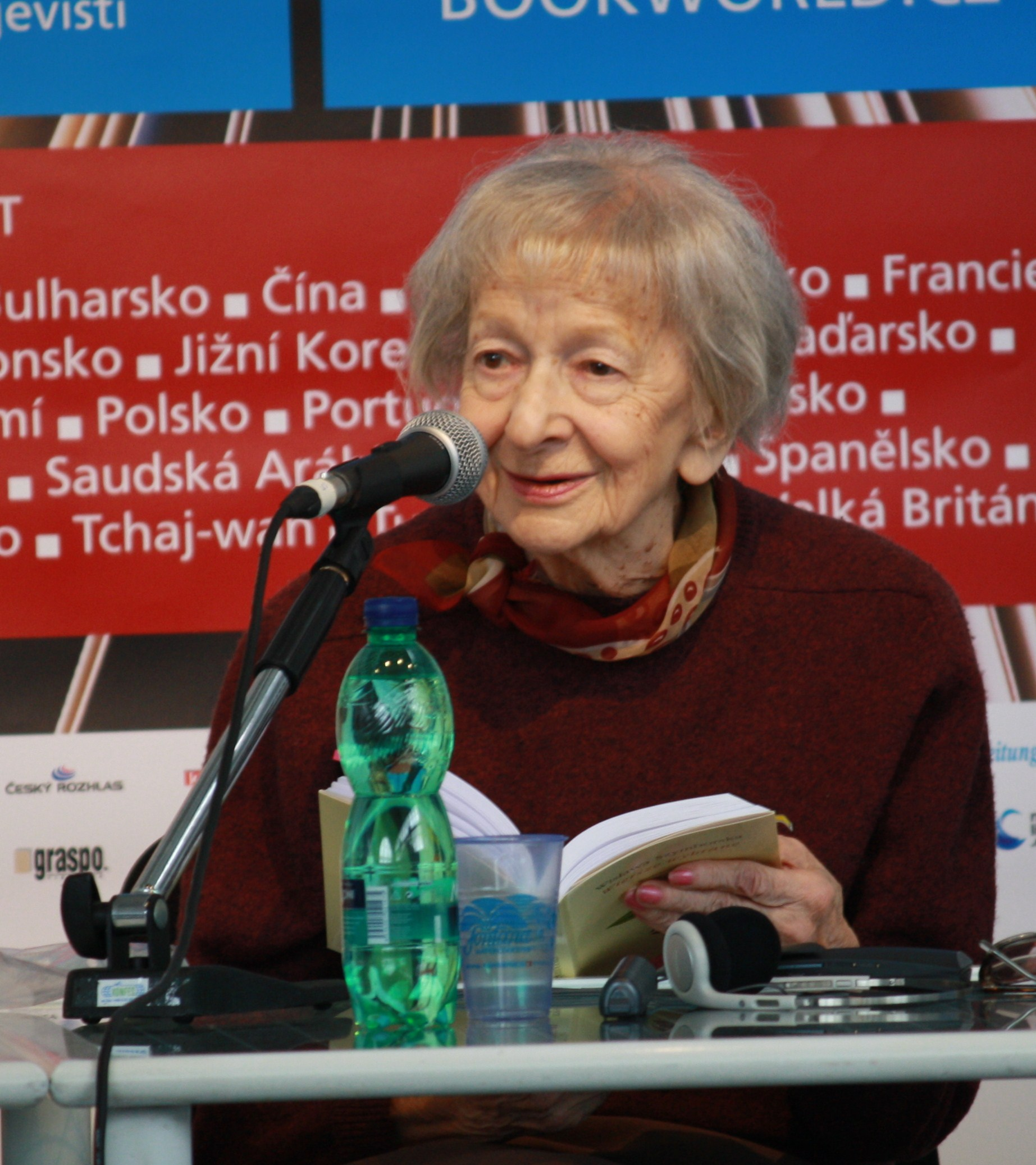
2011年，辛波斯卡在布拉格书展，

| 作品原名 | 中文译名   | 出版年份 |
| -------- | ---------- | -------- |
|          | 存活的理由 | 1952     |
|          | 自問集     | 1954     |
|          | 呼喚雪人   | 1957     |
|          | 鹽         | 1962     |
|          | 一百个笑声 | 1967     |
|          | 可能       | 1972     |
|          | 巨大的數目 | 1976     |
|          | 橋上的人們 | 1986     |
|          | 結束與開始 | 1993     |
|          | 瞬间       | 2002     |
|          | 冒號       | 2005     |
|          | 这里       | 2009     |
|          | 足矣       | 2012     |
|          | 黑色的诗   | 2014     |

### 其他
| 作品原名 | 中文译名                 | 出版年份 |
| -------- | ------------------------ | -------- |
|          | 非必要阅读               | 1973     |
|          | 非必要阅读新辑 1997-2002 | 2002     |
|          | 给大孩子的诗             | 2003     |
|          | 左轮手枪的闪光           | 2013     |
|          | 非必要阅读全集           | 2015     |

## 获奖

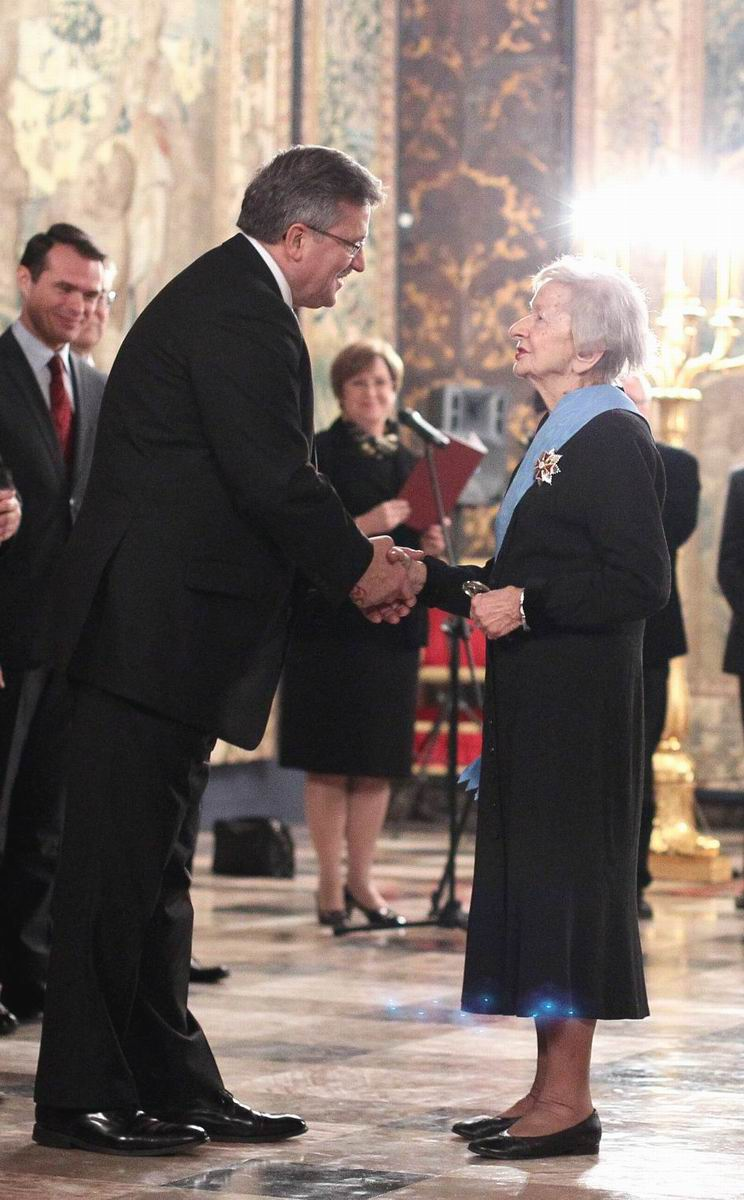
2011年，辛波斯卡和波兰时任总统布罗尼斯瓦夫·科莫罗夫斯基在白鹰勋章颁奖典礼。

- 1954: 克拉科夫城市文学奖
- 1963: 波兰文化部（英语：Ministry of Culture and National Heritage (Poland)）奖
- 1974: 波兰复兴勋章骑士十字级
- 1990: 科西尔斯基奖（英语：Kościelski Award）
- 1991: 哥德奖
- 1995: 赫尔德奖
- 1995: 波兹南亚当·密茨凯维奇大学荣誉学位
- 1996: 波兰笔会奖
- 1996: 诺贝尔文学奖
- 1996: 《Wprost（英语：Wprost）》杂志年度人物
- 1997: 克拉科夫荣誉市民
- 2005: 「榮耀藝術」文化勳章金质奖章
- 2011: 白鷹勳章[18]

## 延伸阅读
- 1998 Boston Review: Poems – New and Collected 1957–1997 by Francis Padorr Brent （页面存档备份，存于）
- 2001 The New Republic: "Miracle Fair: Selected Poems of Wislawa Szymborska" by Ruth Franklin
- 2006 The Christian Science Monitor: A fascinating journey with two women poets by Elizabeth Lund （页面存档备份，存于）
- 2006 Moondance magazine: Stories/Poems. Plain and Simple. – Mapping the Words of Wislawa Szymborska on Her Latest Book, Monologue of a Dog by Lys Anzia （页面存档备份，存于）
- 2006 Sarmatian Review: Wislawa Szymborska's 'Conversation With a Stone' – An Interpretation by Mary Ann Furno （页面存档备份，存于）
- 2006 Words Without Borders: Monologue of a Dog – New Poems of Wislawa Szymborska by W. Martin （页面存档备份，存于）
- 2015 All roads will lead you home Poetic Alchemy: Wislawa Szymborska’s Map: Collected and Last Poems by Wally Swist [vacpoetry.org/journal/]